# معاهدة نيستاد

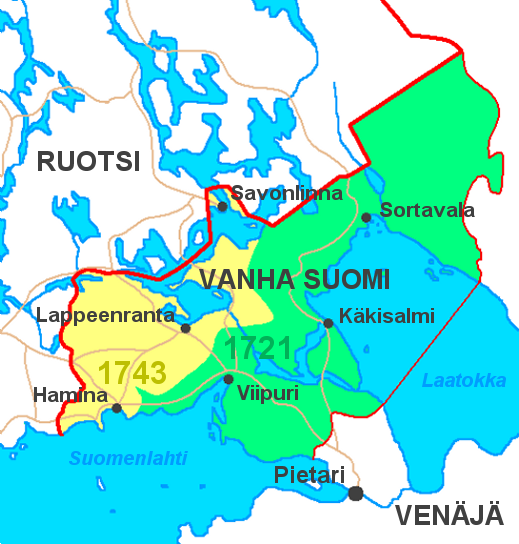
حدود السويد الجنوبية الشرقية تحركت خارج إيغريا واستونيا حتى المنطقة الصفراء، التي فقدت لاحقاً في صلح توركو.

معاهدة نيستاد (بالروسية: Ништадтский мир، بالفنلندية: Uudenkaupungin rauha، بالسويدية: Freden i Nystad) وقعت في سنة 1721 ببلدة نيستاد السويدية التي هي اليوم بلدة أوسيكاوبونكي الفنلندية. أنهت حرب الشمال العظيمة، واستحوذت روسيا بموجبها على أراضي استونيا وليفونيا وإيغريا، فضلا عن الكثير من كاريليا وعدد من جزر بحر البلطيق من السويد وحل بطرس الأكبر قيصر روسيا محل الملك فريدريك الأول ملك السويد كحاكم للمقاطعات التي استولى عليها. بنى بطرس الأكبر سانت بطرسبورغ في الأراضي التي احتلتها روسيا. سجلت المعاهدة بروز روسيا كقوة عظمى في أوروبا في مكان السويد. وأعادت روسيا المناطق التي احتلتها من فنلندا ودفعت مليوني ثالر فضي إلى السويد على سبيل التعويض عن الأراضي التي خسرتها لصالح روسيا. بينما انتهى الصراع مع الأطراف الأخرى. هانوفر وبروسيا والدانمارك والنرويج بإبرام معاهدات ستوكهولم عامي 1719 و1720.

## معرض صور

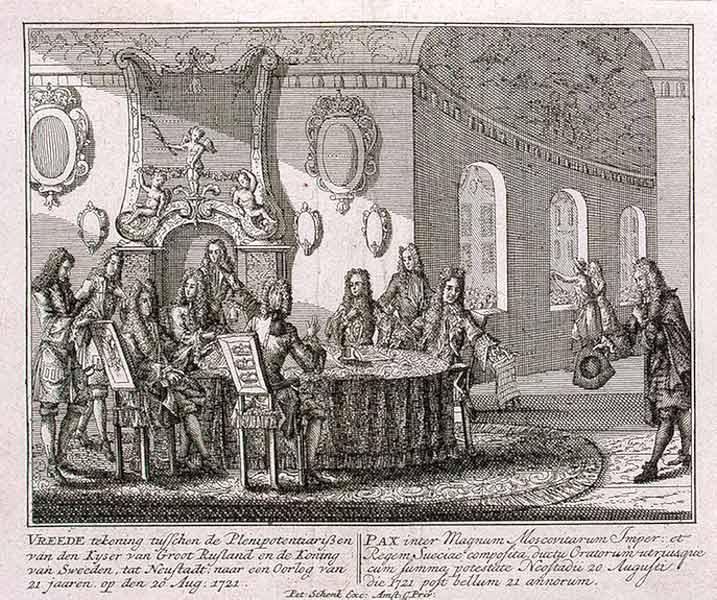
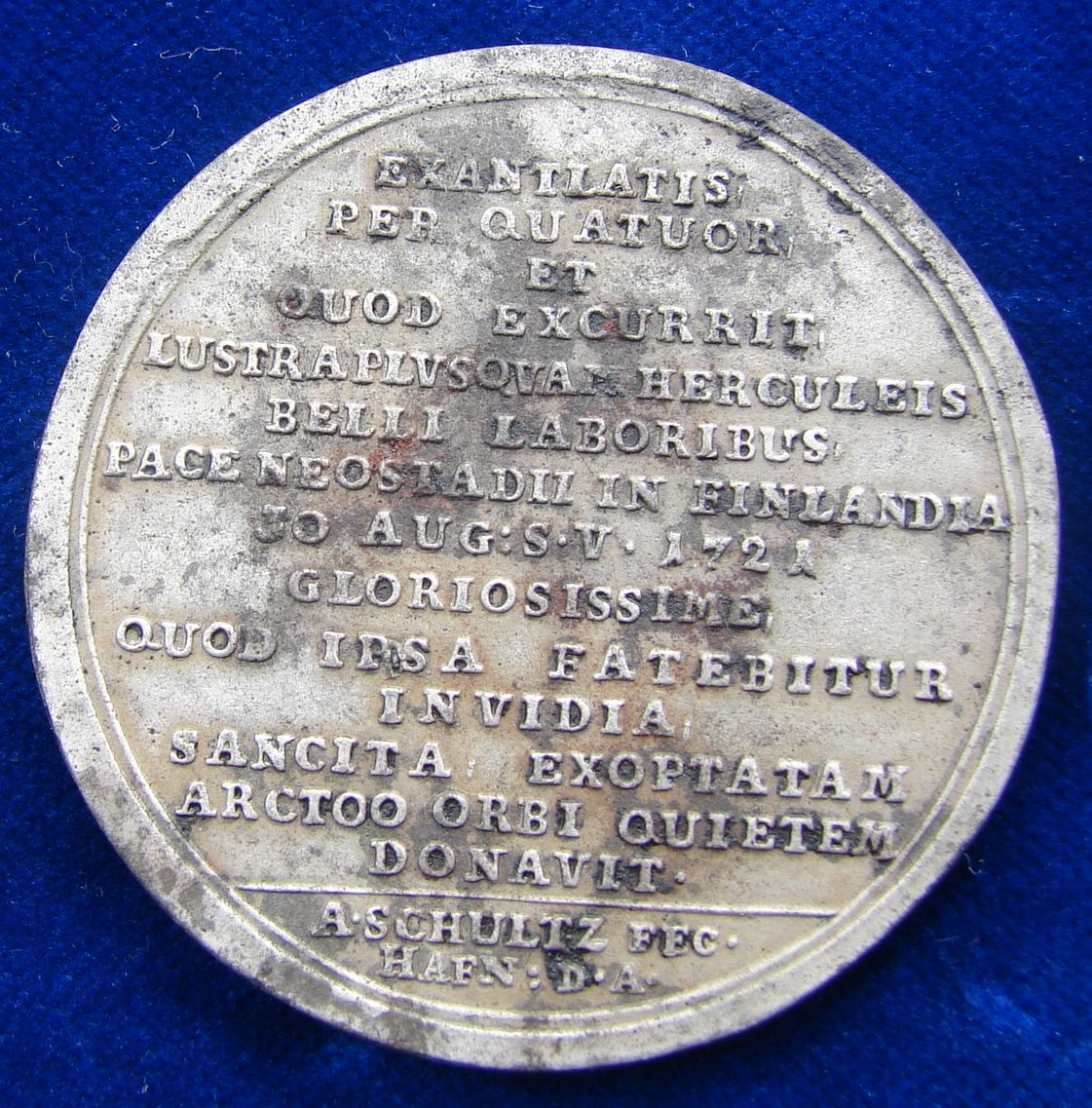
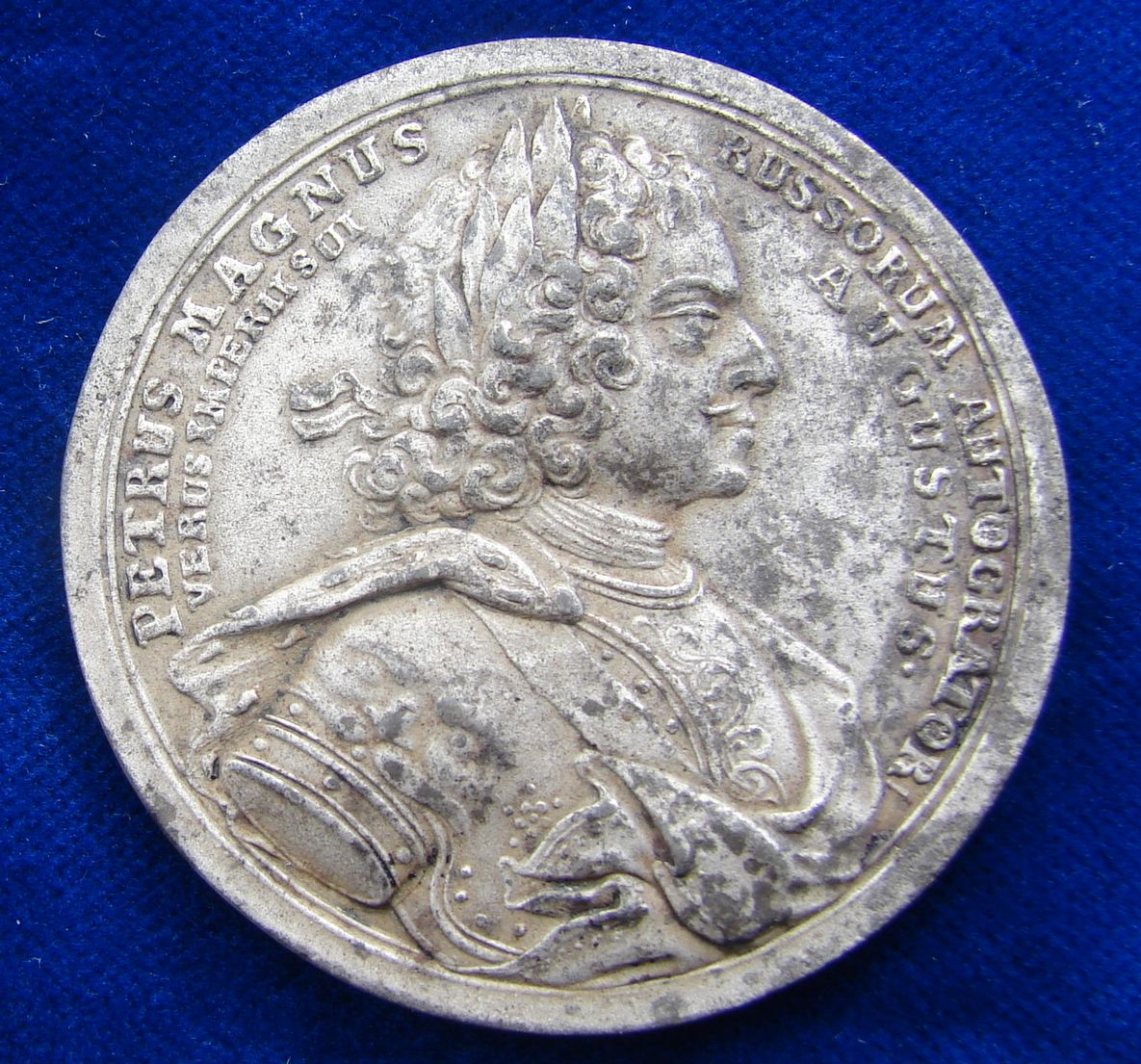